# 線型汎函数
数学の特に線型代数学における線型汎函数（せんけいはんかんすう、英: linear functional）は、ベクトル空間からその係数体への線型写像をいう。線型形式 (linear form) 若しくは一次形式 (one-form) あるいは余ベクトル (covector) ともいう。 
ユークリッド空間 Rn のベクトルを列ベクトルとして表すならば、線型汎函数は行ベクトルで表され、線型汎函数のベクトルへの作用は点乗積として、若しくは左から行ベクトルと右から列ベクトルとを行列の乗法で掛け合わせることで与えられる。
一般に、体 k 上のベクトル空間 V に対し、その上の線型汎函数とは V から k への写像 f であって、線型性
{\displaystyle {\begin{aligned}f(v+w)&=f(v)+f(w)&(v,w\in V),\\f(av)&=af(v)&(a\in k,v\in V)\end{aligned}}}
を満たすものを言う。V から k への線型汎函数全体の成す集合 Homk(V, k) はそれ自体が k 上のベクトル空間を成し、V の双対空間と呼ばれる（連続的双対空間と区別する必要がある場合には代数的双対空間とも呼ばれる）。考えている係数体 k が明らかなときは、V の双対空間はしばしば V∗ または V′ で表される。

## 連続線型汎函数
V が位相線型空間であるとき、連続な線型汎函数全体の成す空間（連続的双対空間）をしばしば単に「双対空間」と呼ぶ。V がバナッハ空間ならば、V は位相線型空間となるから、その連続線型汎函数の全体は V の連続的双対になる。連続的双対と区別して、通常の双対空間であることを強調したいときにはこれを代数的双対という。有限次元ならば全ての汎函数が線型であるから連続的双対と代数的双対は一致するが、無限次元の場合には必ずしも一致しない。

## 例と応用

### Rnの線型汎函数
実数ベクトル空間 Rn におけるベクトルを縦ベクトル
{\displaystyle x={\begin{pmatrix}x_{1}\\\vdots \\x_{n}\end{pmatrix}}}
で表すことにすると、任意の線型汎函数はこの座標系に関して
{\displaystyle f(x)=a_{1}x_{1}+\cdots +a_{n}x_{n}}
の形の和に書くことができる。これはちょうど、横ベクトル (a1, …,  an) と縦ベクトル x との行列の積として
{\displaystyle f(x)=(a_{1}\dots a_{n}){\begin{pmatrix}x_{1}\\\vdots \\x_{n}\end{pmatrix}}}
のようにも書くことができるという意味で f = (a1, …,  an) である。

### 汎函数としての積分
線型汎函数が初めて現れたのは、函数解析学における函数の成すベクトル空間の研究に際してである。積分は線型汎函数の典型例で、リーマン積分
{\displaystyle I(f)=\int _{a}^{b}f(x)\,dx}
によって与えられる汎函数は、区間 [a, b] 上の連続函数全体の成すベクトル空間 C[a, b] から実数全体 R への線型汎函数になる。I(f) の線型性は、積分に関して
{\displaystyle {\begin{aligned}I(f+g)&=\int _{a}^{b}(f(x)+g(x))\,dx\\&=\int _{a}^{b}f(x)\,dx+\int _{a}^{b}g(x)\,dx=I(f)+I(g)\\[5pt]I(\alpha f)&=\int _{a}^{b}\alpha f(x)\,dx\\&=\alpha \int _{a}^{b}f(x)\,dx=\alpha I(f)\end{aligned}}}
が成り立つという標準的な事実から従う。

### 評価写像
区間 [a, b] 上で定義される次数 n 以下の実係数多項式全体の成すベクトル空間を Pn とし、c ∈ [a, b] とするとき、評価汎函数 evc: Pn → R;
{\displaystyle \operatorname {ev} _{c}f=f(c)}
は線型汎函数になる。実際、
{\displaystyle {\begin{aligned}\operatorname {ev} _{c}(f+g)&=(f+g)(c)=f(c)+g(c)=\operatorname {ev} _{c}(f)+\operatorname {ev} _{c}(g),\\\operatorname {ev} _{c}(\alpha f)&=(\alpha f)(c)=\alpha f(c)=\alpha \operatorname {ev} _{c}(f)\end{aligned}}}
である。
x0, …, xn を区間 [a, b] 内の相異なる n + 1 個の点とすると、n + 1 個の評価汎函数 evxi (i = 0, 1, …, n) は Pn の双対空間の基底を成す（Lax (1996) にラグランジュ補間を用いた証明がある）。

### 求積法への応用
上で述べた積分汎函数 I は、次数 n 以下の多項式全体の成す C[a, b] の部分空間 Pn 上の線型汎函数を定める。x0, …, xn が [a, b] の相異なる n + 1 個の点ならば、Pn の任意の元 f に対して
{\displaystyle I(f)=a_{0}f(x_{0})+a_{1}f(x_{1})+\dots +a_{n}f(x_{n})}
を満たす係数 a0, …, an が定まる。これが数値求積法の理論の基礎を成している。
この事実から、上で述べた評価汎函数 evxi : ƒ → ƒ(xi) は Pn の双対空間の基底を成すことがわかる(Lax 1996)。

### 量子力学における線型汎函数
線型汎函数は量子力学において特に重要である。量子力学における系は、自身の双対空間と反線型同型であるようなヒルベルト空間によって表される。量子力学系の状態はヒルベルト空間上の線型汎函数と同一視することができる。詳細はブラ・ケット記法を参照。

### シュヴァルツ超函数
超函数論において、シュヴァルツ超函数と呼ばれる種類の超函数は試験函数の空間上の線型汎函数として実現される。

## 性質
- 任意の線型汎函数は、必ず係数体の上への全射か自明（至る所 0 に等しい）かのいずれかである。実際、部分空間の線型写像による像はふたたび部分空間となるという事実から、V の線型汎函数 L による像も k の k-部分空間となるはずだが、k の k-部分空間は k 自身のほかは自明な部分空間 {0} しか存在しない。
- 線型汎函数が連続であるための必要十分条件は、その核が閉集合となることである(Rudin 1991, Theorem 1.18)。
- 核の等しい線型汎函数は互いに比例する。
- 任意の線型汎函数の絶対値はそのベクトル空間上の半ノルムになる。

## 双対ベクトルと双線型形式
有限次元ベクトル空間 V 上の任意の非退化双線型形式は V から V∗ への線型同型を引き起こす。具体的には、V 上の双線型形式を ⟨ , ⟩ で表せば（例えば、ユークリッド空間のベクトル v, w に対して ⟨v, w⟩ = v • w を点乗積とすると）、自然な同型
{\displaystyle V\to V^{*}\colon v\mapsto v^{*}\quad (v^{*}(w):=\langle v,w\rangle {\text{ for }}\forall w\in V)}
が得られる。逆向きの同型は
{\displaystyle V^{*}\to V\colon f\mapsto f^{*}\quad (\exists _{1}f^{*}{\text{ s.t }}\langle f^{*},w\rangle =f(w){\text{ for }}\forall w\in V)}
で与えられる。ここで定義されたベクトル v* ∈ V* を v ∈ V の双対ベクトルと呼ぶ。
有限次元ヒルベルト空間においても、同様のことが成り立ち、リースの表現定理と呼ばれる。ただし、そのような同型 V → V* の値域は連続的双対をとるが、線型同型ではなく反線型同型である。

## 線型汎函数の視覚化
有限次元の場合には、線型写像は等位集合の言葉で視覚化できる。例えば三次元の場合、線型汎函数の等位集合は互いに平行な平面の族であり、高次元でも同様に平行な超平面の族になる。このような線型汎函数の視覚化の方法は、一般相対論の教科書でしばしば用いられる（例えば、Misner, Thorne & Wheeler (1973)など）。

## 有限次元の場合の基底

### 有限次元の場合の双対基底
ベクトル空間 V が必ずしも直交しない基底 B = {e1, e2, …, en} を持つとすると、V の双対空間 V* は B の双対基底と呼ばれる基底
{\displaystyle \{{\tilde {\omega }}^{1},{\tilde {\omega }}^{2},\dots ,{\tilde {\omega }}^{n}\}\quad {\text{ where }}{\tilde {\omega }}^{i}(e_{j})=\delta _{j}^{i}={\begin{cases}1&{\text{if }}i=j\\0&{\text{if }}i\neq j.\end{cases}}}
を持つ。ここに δ はクロネッカーのデルタである。ただし、基底余ベクトルの上付き添字は冪ではなく反変添字を意味する。
双対空間 V* に属する線型汎函数 ũ は基底余ベクトルの線型結合として、係数（「成分」）ui を用いて
{\displaystyle {\tilde {u}}=\sum _{i=1}^{n}u_{i}\,{\tilde {\omega }}^{i}}
と書くことができるから、汎函数 ũ を基底ベクトル ej に施せば、余ベクトルのスカラー倍に関する線型性と余ベクトルの和に関する点ごとの線型性により、
{\displaystyle {\tilde {u}}(e_{j})=\sum _{i=1}^{n}(u_{i}\,{\tilde {\omega }}^{i})e_{j}=\sum _{i}u_{i}({\tilde {\omega }}^{i}(e_{j}))=\sum _{i}u_{i}{\delta ^{i}}_{j}=u_{j}}
を得る。すなわち、線型汎函数の個々の成分はその汎函数を対応する基底ベクトルに施すことによって抽出することができることがわかる。

### 双対基底と内積
ベクトル空間 V が内積を備えているとき、与えられた基底に対する双対基底を明示的な式に表すことができる。V が（必ずしも直交しない）基底 {e1, …, en} を持つとすると、双対基底余ベクトルは
{\displaystyle {\tilde {\omega }}^{i}(v)=\left\langle {\frac {\sum \limits _{1\leq i_{2}<i_{3}<\dots <i_{n}\leq n}\epsilon ^{ii_{2}\dots i_{n}}(\star e_{i_{2}}\wedge \dots \wedge e_{i_{n}})}{\star (e_{1}\wedge \dots \wedge e_{n})}},\;v\right\rangle }
と表せる。ただし、ε はレヴィ＝チヴィタ記号で、{\displaystyle \star } はホッジ・スター演算子である。
特に三次元の場合は、点乗積と交叉積（およびスカラー三重積）を使って
{\displaystyle {\tilde {\omega }}^{i}(v)={1 \over 2}\left\langle {\frac {\sum \limits _{j=1}^{3}\sum \limits _{k=1}^{3}\epsilon ^{ijk}\,(e_{j}\times e_{k})}{e_{1}\cdot e_{2}\times e_{3}}},\ v\right\rangle }
と書ける。